# János Eilingsfeld
János Eilingsfeld (Pécs, 5 febbraio 1991) è un cestista ungherese.

## Carriera
Con l'Ungheria ha disputato due edizioni dei Campionati europei (2017, 2022).